# Pennyworth
Pennyworth je americký dramatický televizní seriál, natáčený na náměty komiksů vydavatelství DC Comics. Jeho autorem je Bruno Heller. Úvodní díl byl vysílán na stanici Epix 28. července 2019. Třetí řada má být uvedena na službě HBO Max. Jedná se o prequel příběhů o Batmanovi, jenž je zaměřen na minulost jeho pozdějšího majordoma Alfreda Pennyworthe.

## Příběh
Bývalý příslušník britských SAS Alfred Pennyworth založí v 60. letech 20. století v Londýně bezpečnostní agenturu a začne spolupracovat s miliardářem Thomasem Waynem.

## Obsazení
- Jack Bannon jako Alfred Pennyworth
- Ben Aldridge jako Thomas Wayne
- Hainsley Lloyd Bennett jako Deon „Bazza“ Bashford
- Ryan Fletcher jako Wallace „Dave Boy“ McDougal
- Dorothy Atkinson jako Mary Pennyworth
- Ian Puleston-Davies jako Arthur Pennyworth
- Paloma Faith jako Bet Sykes
- Jason Flemyng jako lord James Harwood
- Polly Walker jako Peggy Sykes (1. řada)
- Emma Paetz jako Martha Kane
- Ramon Tikaram jako detektiv inspektor Aziz (2. řada, jako host v 1. řadě)
- Edward Hogg jako plukovník John Salt (2. řada)
- Harriet Slater jako Sandra Onslow (2. řada, jako host v 1. řadě)
- Jessye Romeo jako Katie Browning (2. řada)

## Vysílání
| Řada | Díly | Premiéra v USA    | Premiéra v USA     | Stanice v USA |
| Řada | Díly | První díl         | Poslední díl       | Stanice v USA |
| ---- | ---- | ----------------- | ------------------ | ------------- |
| 1    | 10   | 28. července 2019 | 29. září 2019      | Epix          |
| 2    | 10   | 13. prosince 2020 | 11. dubna 2021     | Epix          |
| 3    | 10   | 6. října 2022     | 24. listopadu 2022 | HBO Max       |

Pro první řadu bylo objednáno 10 dílů. Úvodní epizoda byla odvysílána 28. července 2019. Dne 30. října 2019, měsíc po skončení první série, oznámila televize Epix, že seriál získá desetidílnou druhou řadu. Její první díl byl uveden 13. prosince 2020. V říjnu 2021 byla ohlášena třetí série, která má být v roce 2022 uvedena na službě HBO Max.